# Пайшачи
Пайша́чи — одна из форм пракрита. Согласно мифам, язык пишачей — вредоносных демонов, пожирателей человеческого мяса (под которыми, возможно, подразумевалось какое-то племя аборигенов, вступившее в конфликт с ариями). На нём якобы говорили представители самых презренных сословий, и считалось, что в целом язык «превосходен для ругательств». Исходная область распространения — северо-запад Индии или же район Удджайна. 
Ныне существующие тексты на пайшачи неизвестны. Одним из таких текстов, возможно, была Брихат-катха или Брахаткатхам (Океан историй) — сборник коротких рассказов, созданный в V веке до н. э. и известный благодаря переложению на санскрит Сомадэвы (Катха-Саритасагара, XI в.)
Язык пайшачи (тиб. sha-za'i skad) использовался раннебуддийской школой самматия, чей основатель Упали происходил из шудр.